# André Rassat
Pour les articles homonymes, voir Rassat.
André Rassat, né le 15 juillet 1932 à Marseille et mort le 16 juillet 2005 à Paris, est un chimiste organicien français. Acteur important de la structuration de la chimie sur le campus scientifique de Grenoble, il a dirigé le département de chimie de l'École normale supérieure de 1992 à 1997. Il était membre correspondant de l'Académie des sciences. Ses travaux, caractérisés par une grande curiosité et diversité, ont porté sur la relation entre structure et propriétés de composés moléculaires.

## Biographie
Après ses études au lycée de Bédarieux (Hérault), ancien élève de l'École normale supérieure (ENS), diplômé en 1951, et élève de Guy Ourisson, André Rassat a effectué sa thèse sur Quelques problèmes de stéréochimie des dérivés du bicyclo(2,2,1)heptane sous la direction du professeur Albert Kirrmann.
Il a été agrégé préparateur à l'ENS de 1957 à 1961, avant d'y être nommé maître de conférences. Il a été professeur de chimie organique physique à la Faculté des sciences de Grenoble de 1964 à 1987, puis à l’Université scientifique et médicale de Grenoble (aujourd'hui part de l'Université Grenoble-Alpes). Il est nommé professeur en 1987 à Grenoble et contribue à la réorganisation de la chimie moléculaire à l'Université Joseph-Fourier. Il a créé à Grenoble le laboratoire de chimie organique-physique du Centre d'études nucléaires.
Il est élu membre correspondant de l’Académie des sciences le 24 janvier 1983, dans la section de Chimie.
Il prend la direction du département de chimie de l'École normale supérieure de 1992 à 1997, où il développe en particulier des travaux sur les fullerènes.
Après son décès en 2005, la Société chimique de France organise une journée en son honneur le 3 mai 2006. Le bâtiment de l'Université Grenoble-Alpes abritant le département de pharmacochimie moléculaire, rue de la Chimie, porte son nom.

## Travaux
Chimiste de renom, André Rassat est un spécialiste de chimie organique, et plus spécialement des propriétés structurales et électroniques des radicaux libres nitroxydes, qu'il a approché en couplant synthèse, théorie et caractérisation physico-chimique,,,. Il était notamment un spécialiste des propriétés de symétrie des systèmes qu'il a étudiés,.
Ses travaux étaient marqués par une grande curiosité, certains de ses travaux ont porté sur la chimie des polymères, des systèmes d'intérêt biologique, médical, voire des matériaux anciens. Il a travaillé sur les propriétés physico-chimiques des fullerènes. Il a contribué à l'utilisation de méthodes reposant sur la résonance paramagnétique électronique (RPE).